# Schloss Guttenburg

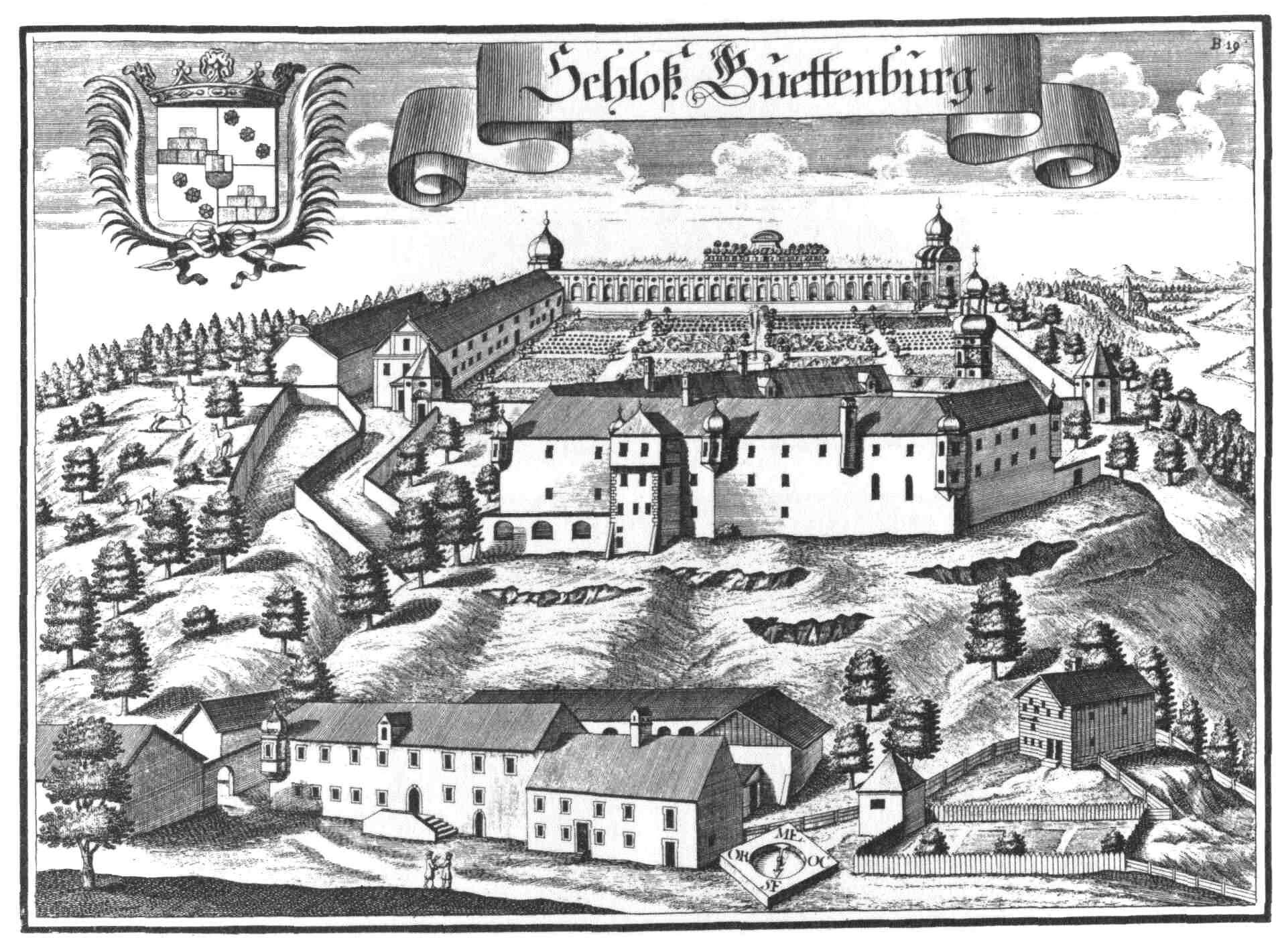
Schloss Guttenburg nach einem Kupferstich von Michael Wening von (1721)

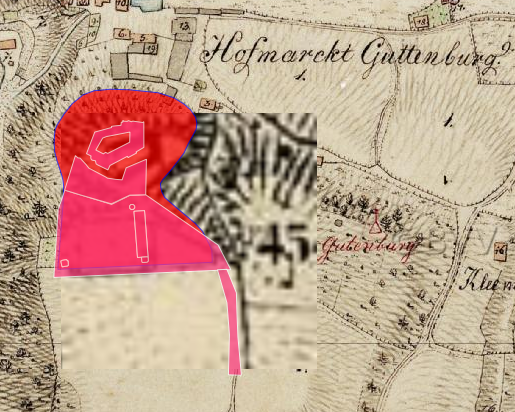
Lageplan von Schloss Guttenburg auf dem Urkataster von Bayern

Schloss Guttenburg liegt im Gemeindeteil Guttenburg der Gemeinde Kraiburg am Inn im Landkreis Mühldorf am Inn (Guttenburg 18). Die Anlage ist unter der Aktennummer D-1-83-124-86 als Baudenkmal verzeichnet. „Untertägige mittelalterliche und frühneuzeitliche Befunde im Bereich von Schloss Guttenburg und seiner Vorgängerbauten mit barocker Gartenanlage“ werden zudem als Bodendenkmal unter der Aktennummer D-1-7840-0169 geführt.

## Geschichte
Um 1285 ließ Herzog Heinrich XIII. (Bayern) durch seinen Ministerialen Heinrich von Taufkirchen hoch über dem rechten Innufer auf einem kleinen Bergsporn die Burg Guttenburg errichten, von der aus er die salzburgerische Exklave Mühldorf am Inn gut überblickt werden konnte. Sein Hauptgegner, Erzbischof Rudolf, beschwerte sich umsonst über den Burgbau.
Im Bayerischen Krieg von 1426 wurde die Burg Guttenburg niedergebrannt, Ende des 15. Jahrhunderts wurde Schloss Guttenburg aber wieder aufgebaut. Um 1660/70 und im 18. Jahrhundert wurde die Burg zum Schloss mit einer barocken Gartenanlage umgestaltet. Dabei ging der ursprünglich wehrhafte Charakter der Burg zugunsten eines Renaissanceschlosses verloren.
Bis 1824 gehörte sie den Tauffkirchnern, die 1639 in den Reichsfreiherrenstand und 1684 in den Reichsgrafenstand erhoben wurden. 1824 verkaufte der letzte Taufkirchner zu Guttenburg das Schloss an den Freiherrn von Gruben. Ab 1842 war Anton Arnold von Linck Besitzer des Schlosses und der Hofmark. Bei Mayer-Westermayer (Diözesanbeschreibung München-Freising, 1874–1884) wird in Bd. II S. 98 der Fürst von Cantacuzene als Schlossbesitzer genannt. Grabstätten „von Linck“ und „Cantacuzene“ finden sich noch an der nahe gelegenen Dorfkirche von Frauendorf. Zwischen 1904 und 1917 war der aus der österreichischen Industriellenfamilie Mautner Markhof stammende Bruno Ritter Mautner von Markhof Eigentümer sowohl des Schlosses als auch der angeschlossenen und mit seinem Tod 1921 geschlossenen Schlossbrauerei Guttenburg a. Inn. Brunos Mutter Elise (geb. Fischer von Ankern) war Hofdame bei Erzherzogin Gisela von Österreich, der Tochter des österreichischen Kaiserpaares, die mit dem zweitältesten Sohn des bayrischen Prinzregenten, dem Prinzen Leopold von Bayern, verheiratet war.
1999 kaufte Nico Forster das Schloss und renoviert es.

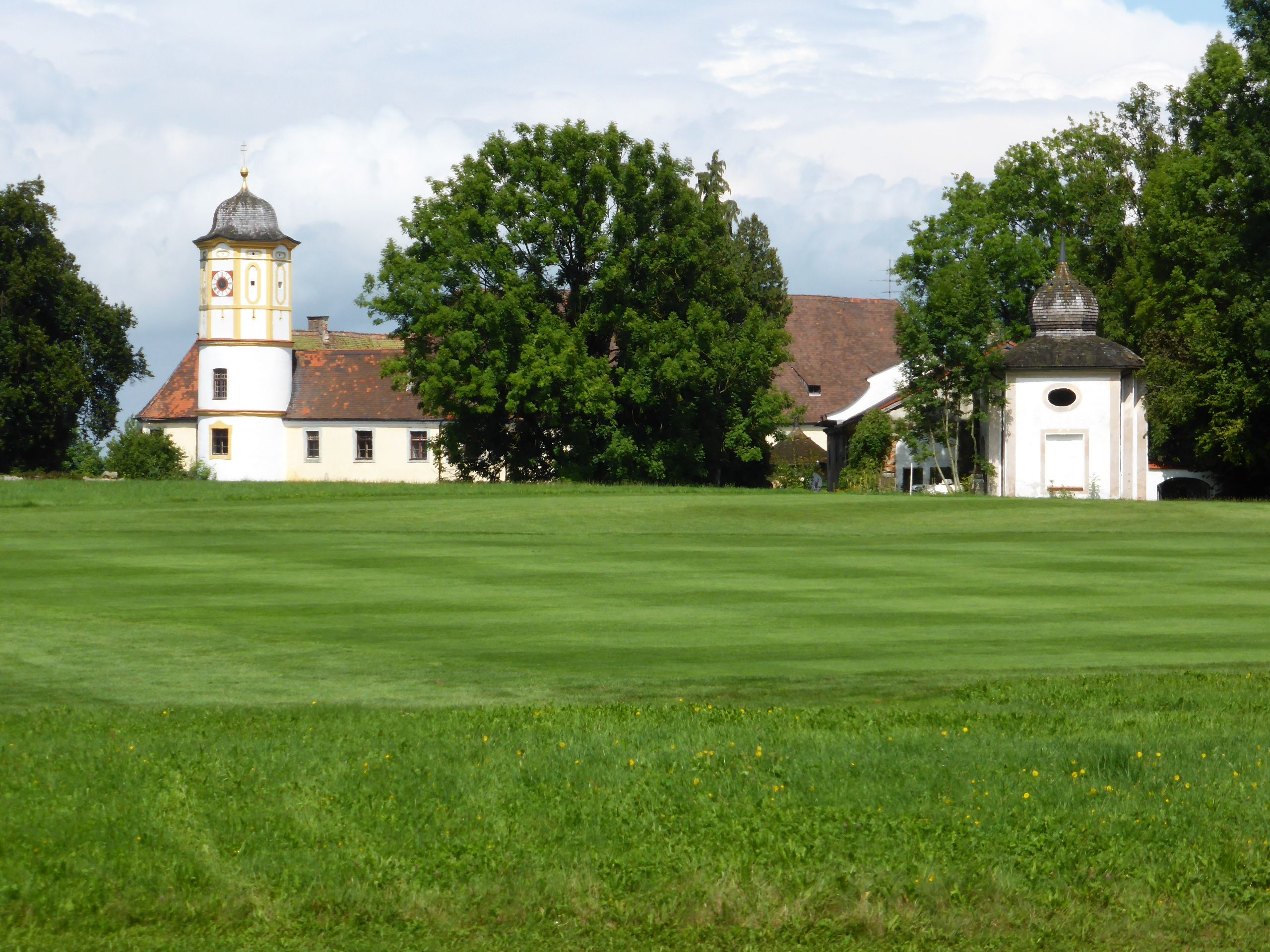
Schloss Guttenburg heute

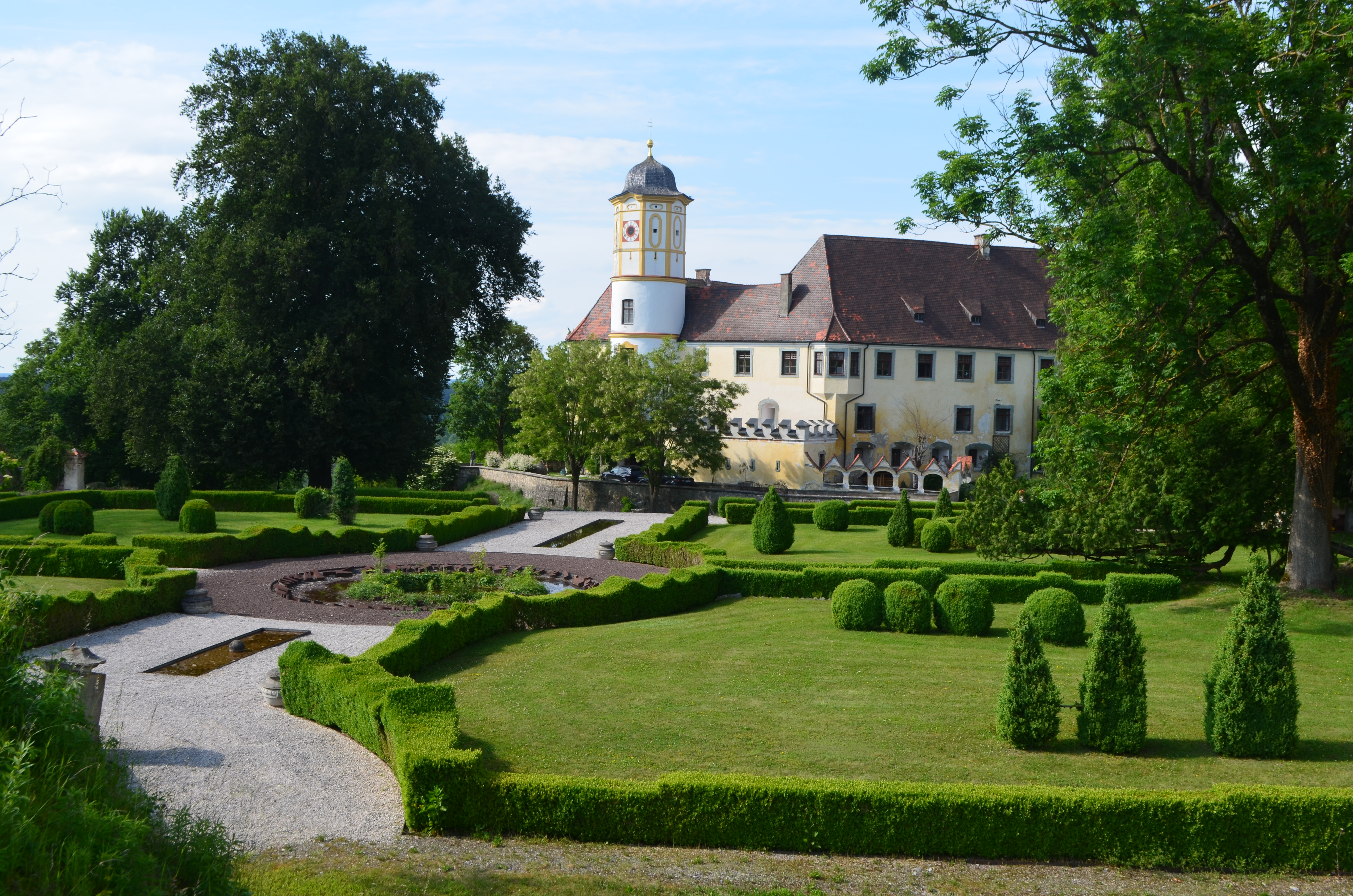
Schloss Guttenburg am Inn

## Schloss Guttenburg einst und jetzt
Der Stich von Michael Wening von 1721 zeigt die ausgedehnte Anlage von Schloss Guttenburg. Offensichtlich war dazumal der Park durch Pavillons, Ökonomiebauten und eine Mauer eingefriedet. Die Treppengiebel des Wirtschaftshofs sind eine historistisch-neugotische Aufwertung des späten 19. Jahrhunderts.
Das Schloss ist eine unregelmäßige, fünfeckige Anlage. Die Schlossflügel sind um einen geschlossenen  Innenhof angeordnet. Das Schloss wird durch einen Halsgraben mit Burgbrücke geschützt. Die  Westseite des Hauptbaus ist mit einem Torturm versehen, dem eine barocke Haube aufgesetzt wurde und der zwischen dem Rund des Unterbaus und dem das Dach bildende Oktogon reich gegliedert ist, letzteres besitzt zahlreiche kleine Schießöffnungen. Neben dem Schloss liegt eine gepflegte Parkanlage mit einem Blumenrondell in der Mitte. Der Pavillon im Schlosspark ist mit einer kleinen barocken Dachzwiebel gekrönt. Im Schlosspark sind zudem zwei sowjetische Flugzeuge ausgestellt, eine Antonow An-2 und ein MiG-21-Kampfjet der NVA. Das Schloss ist in einen Golfplatz eingebettet.